# Harry B. Smith

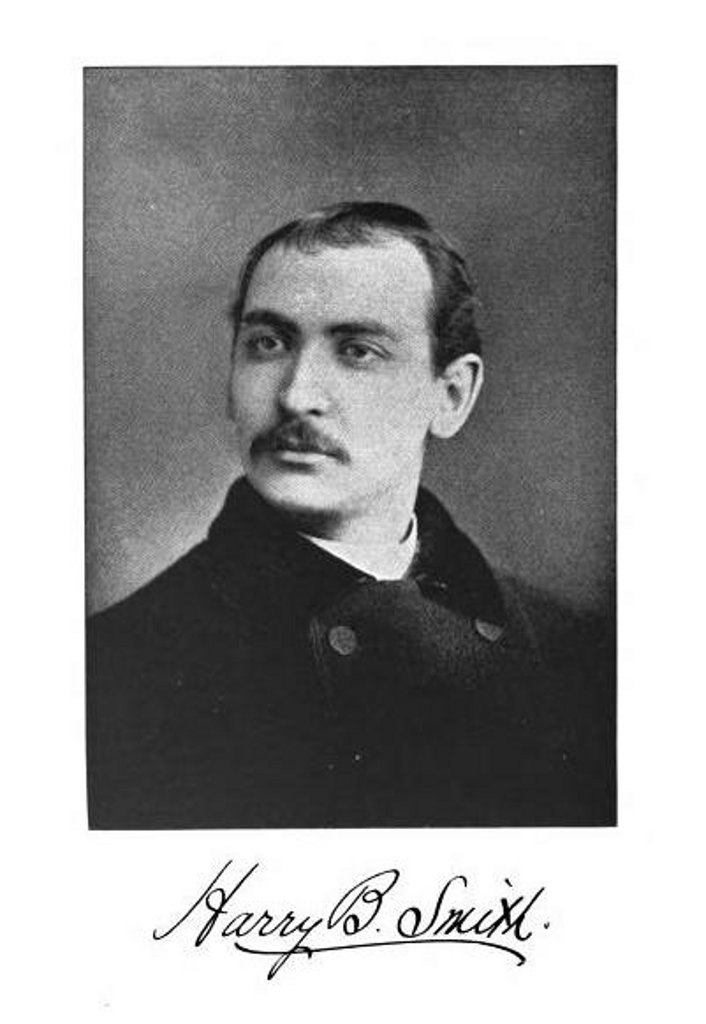
Harry B. Smith

Harry Bache Smith (* 28. Dezember 1860 in Buffalo; † 2. Januar 1936 in Atlantic City/New Jersey) war ein US-amerikanischer Lyriker und Librettist.
Smith arbeitete als Reporter und Theaterkritiker für The Chicago Daily Newa. Seit Mitte der 1870er Jahre schrieb er etwa 6000 Songtexte und um die 300 Libretti für Operetten und Musicals, von denen mehr als 120 am Broadway aufgeführt wurden. In Zusammenarbeit mit Reginald DeKoven entstanden u. a. The Begum (1888), Don Quixote (1889) und Robin Hood (1891), mit Victor Herbert The Wizard Of The Nile und The Sweethearts. Texte von ihm vertonten auch John Philip Sousa, Sigmund Romberg und Franz Lehár. Mit Francis Wheeler schrieb er den Text für Ted Snyders The Sheik of Araby. Zwischen 1907 und 1912 schrieb er die Texte für die Ziegfeld Follies. Häufig arbeitete er mit seinem Bruder Robert B. Smith zusammen.
Smith war Mitglied der American Society of Composers, Authors, and Publishers und gehörte 1914 und 1917 deren Vorstand an. 1970 wurde er in die Songwriters Hall of Fame aufgenommen. Er war auch als Sammler seltener Bücher und Manuskripte bekannt. Seine Sammlung befindet sich heute im Besitz der University of Texas. In zweiter Ehe war Smith mit der Schauspielerin Alexine Bentley verheiratet, und er war der Onkel der Schauspielerin Irene Bentley.